# 大分県道・熊本県道133号鯛生菊池線
大分県道・熊本県道133号鯛生菊池線（おおいたけんどう・くまもとけんどう133ごう たいおきくちせん）は、大分県日田市から熊本県菊池市に至る一般県道である。

## 概要
大分県日田市中津江村合瀬から熊本県菊池市隈府に至る。
起点から大分・熊本の県境にある穴川峠を経て菊池市班蛇口地区（穴川集落）にかけては急坂と急カーブの連続する幅1 - 1.2車線の隘路となっているが、同地区から終点の隈府地区（菊池温泉街）にかけては片側1車線の2車線道路となっている。ただし、班蛇口地区（穴川集落）から竜門ダムまでの区間はトンネルと橋梁が連続しており、走行の際は注意が必要。

### 路線データ
- 起点：大分県日田市中津江村合瀬（大分県道・熊本県道9号日田鹿本線交点）
- 終点：熊本県菊池市隈府（立町交差点、国道387号交点）
- 総延長：21 km

## 路線状況

### 道路施設

#### トンネル
起点から
- 熊本県
  - 中須トンネル：延長346 m、1995年（平成7年）竣工、菊池市
  - 中山トンネル：延長297 m、1995年（平成7年）竣工、菊池市
  - 立花トンネル：延長272 m、1989年（平成元年）竣工、菊池市
  - 大野トンネル：延長228 m、1988年（昭和63年）竣工、菊池市
  - 龍門トンネル：延長492 m、菊池市

## 地理

### 通過する自治体
- 大分県
  - 日田市
- 熊本県
  - 菊池市

### 交差する道路
| 交差する道路                    | 都道府県名 | 市町村名 | 交差する場所 | 交差する場所      |
| ------------------------------- | ---------- | -------- | ------------ | ----------------- |
| 大分県道・熊本県道9号日田鹿本線 | 大分県     | 日田市   | 中津江村合瀬 | 起点              |
| 国道387号                       | 熊本県     | 菊池市   | 隈府         | 立町交差点 / 終点 |

### 沿線
- 穴川の名水
- 竜門ダム
- 竜門郵便局
- 菊池温泉
- 菊池市立菊池北小学校
- 熊本県立菊池高等学校

### 峠
- 大分県
  - 穴川峠（日田市 - 熊本県菊池市）